# فلوريد الساماريوم الثلاثي
 فلوريد الساماريوم الثلاثي مركب كيميائي له الصيغة SmF3، ويكون على شكل مسحوق بلوري أصفر.

## الخواص
- لا ينحل مركب فلوريد الساماريوم في الماء.
- لبلورات فلوريد الساماريوم الثلاثي بنية بلورية تتبع النظام المعيني القائم، وتكون المجموعة الفراغية Pnma من نمط  β-YF3، في حيث أن ثوابت الشبكة البلورية كالتالي: a = 6.669, b = 7.059, c = 4.405 (.10−1 nm).

بتسخين البلورات فوق 495°س يحدث هنالك تغير في البنية البلورية، وتتحول البلورات من النظام المعيني القائم إلى النظام الثلاثي المشابه لفلوريد اللانثانوم الثلاثي LaF3، وتكون البيانات البلورية كالتالي: (المجموعة الفراغيةP3cl) - وثوابت الشبكةa = 7.07, c = 7.24 (.10−1 nm)